# Weinsberg
Weinsberg (MAF: /ˈvaɪ̯nsˌbɛʁk/, posłuchajⓘ) – miasto w Niemczech, w kraju związkowym Badenia-Wirtembergia, w rejencji Stuttgart, w regionie Heilbronn-Franken, w powiecie Heilbronn, siedziba związku gmin Raum Weinsberg. Leży nad rzeką Sulm, ok. 5 km na wschód od Heilbronn, przy autostradach A81, A6, drodze krajowej B39 i linii kolejowej Crailsheim–Bruchsal.
W czasie wojny istniał tutaj obóz jeniecki Oflag VA Weinsberg, później wykorzystywany jako obóz przejściowy dla obcokrajowców.

## Współpraca
Miejscowości:
- Carignan, Francja
- Cossebaude – dzielnica Drezna, Saksonia
- Costigliole d’Asti, Włochy
- Keyworth, Wielka Brytania
- Lake Crystal, Stany Zjednoczone

## Galeria

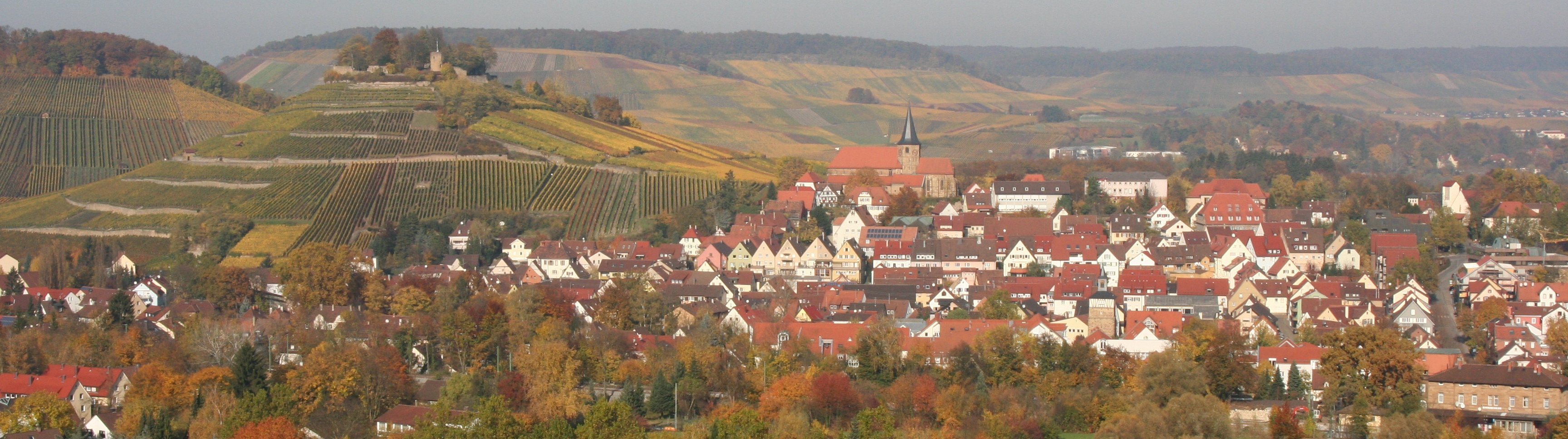
Panorama miasta

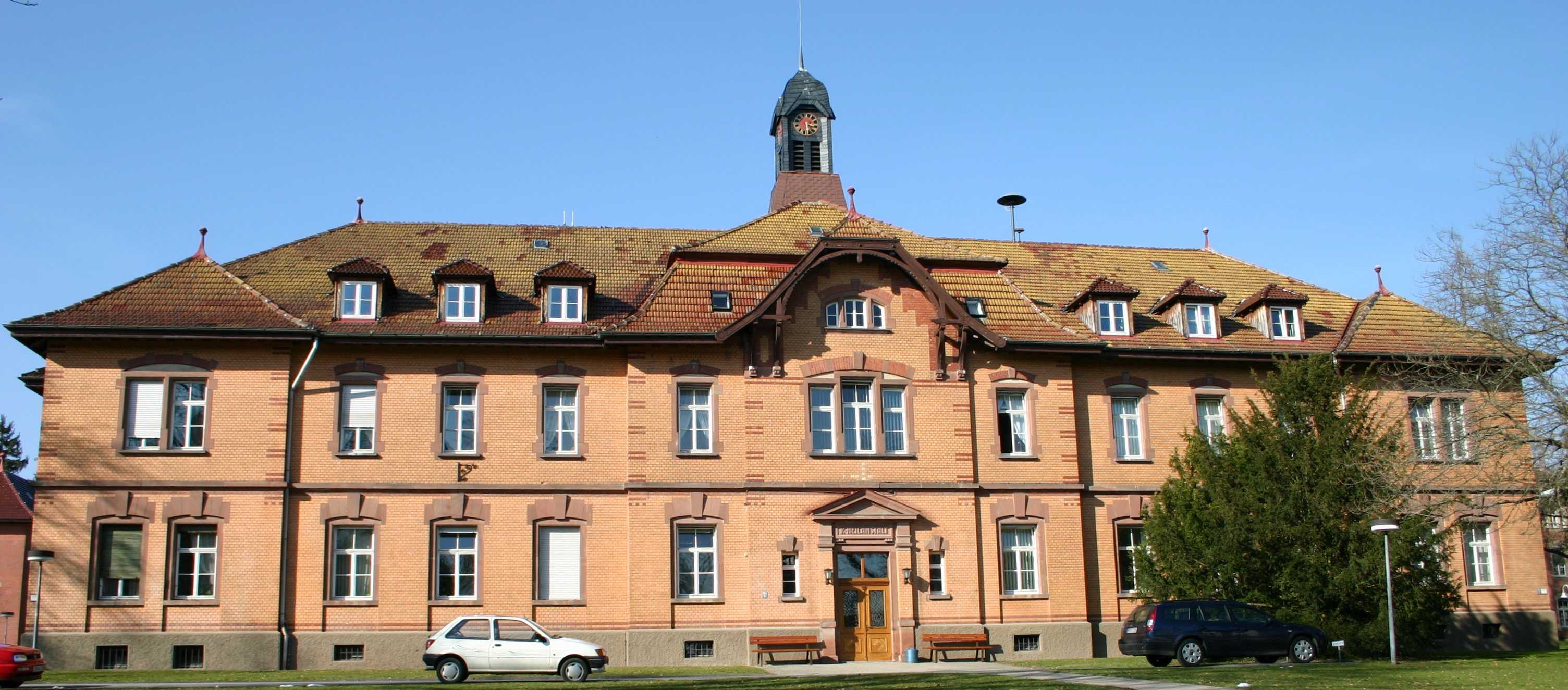
Klinika
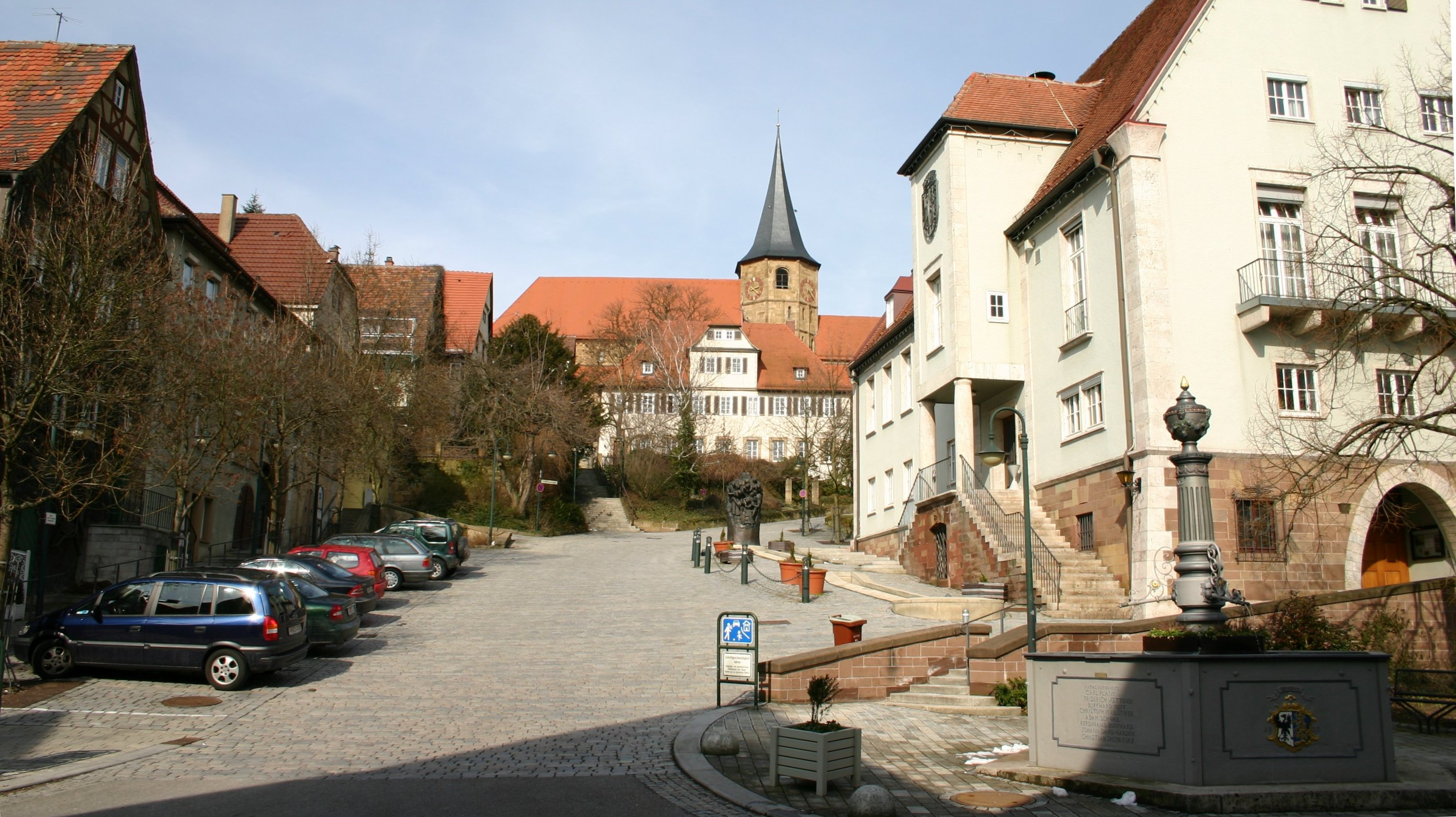
rynek
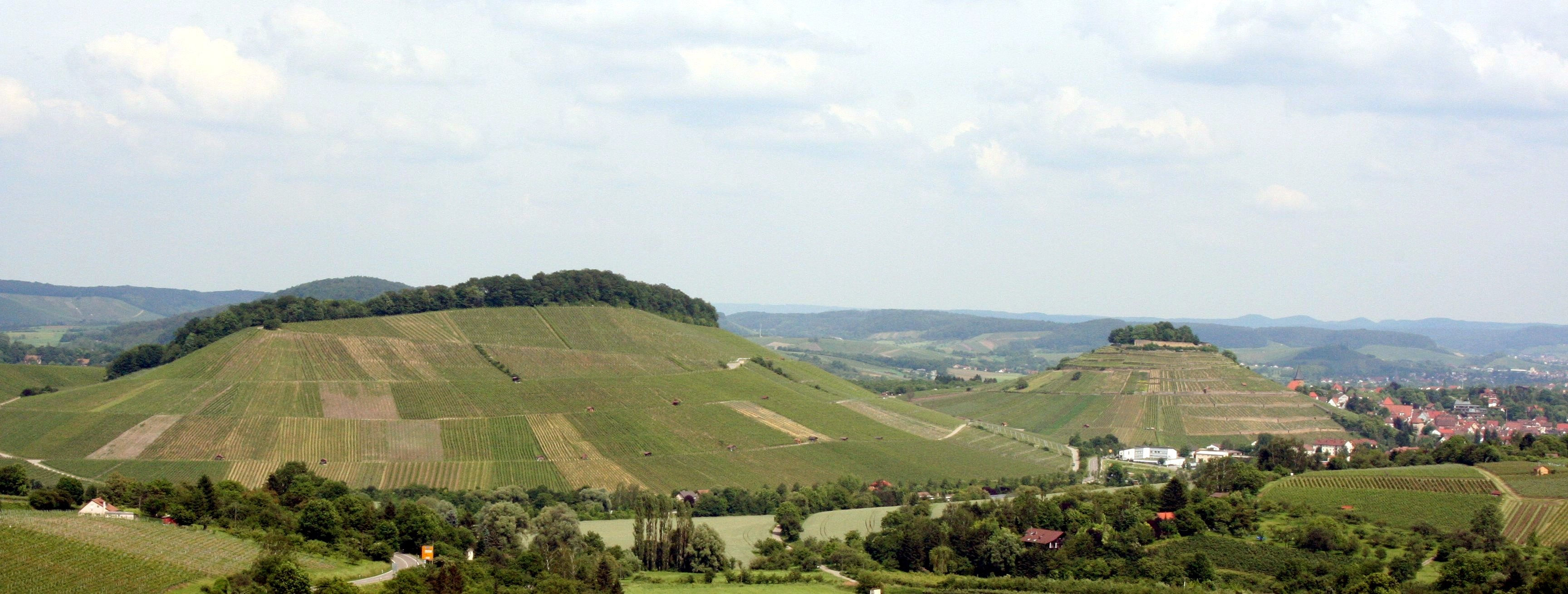
Weinsberg